# 光之美少女 All Stars 大家歌唱吧♪奇蹟的魔法！
《電影 光之美少女 All Stars 大家歌唱吧♪奇蹟的魔法！》於2016年3月19日在日本上映。本作是第八次結集光之美少女系列成員的作品，同時為光之美少女系列劇場版第二十部紀念作。

## 故事簡介
光之美少女们意外遭到神秘魔女及其部下的襲擊，這一次敵人想要收集她們的眼淚來毀滅世界……！？

## 登場人物
以下只記載有參與劇情台詞演繹的成員。

### 魔法使光之美少女！
朝日奈未來／奇蹟天使（Asahina Mirai／Cure Miracle）
配音：高橋李依（日本）
十六夜理子／魔法天使（Liko／Cure Magical）
配音：堀江由衣（日本）
莫夫倫（Mofurun）
配音：齋藤彩夏（日本）

### GO! 光之美少女公主
春野遙／花神天使（Cure Flora）
配音：嶋村侑（日本）
海藤南／人魚天使（Cure Mermaid）
配音：淺野真澄（日本）
天之川綺羅／閃亮天使（Cure Twinkle）
配音：山村響（日本）
紅城永久／赤紅天使（Cure Scarlet）
配音：澤城美雪（日本）
泡芙（Puff）
配音：東山奈央（日本）
阿羅瑪（Aroma）
配音：古城門志帆（日本）

### 填充幸福 光之美少女！
愛乃惠／可愛天使（Cure Lovely）
配音：中島愛（日本）
白雪姬／公主天使（Cure Princess）
配音：潘惠美（日本）
大森悠子／蜂蜜天使（Cure Honey）
配音：北川里奈（日本）
冰川伊緒奈／命運天使（Cure Fortune）
配音：戶松遙（日本）

### DokiDoki! 光之美少女
相田愛／愛心天使（Cure Heart）
配音：生天目仁美（日本）
菱川六花／鑽石天使（Cure Diamond）
配音：壽美菜子（日本）
四葉愛麗絲／幸運草天使（Cure Rosetta）
配音：淵上舞（日本）
劍崎真琴／聖劍天使（Cure Sword）
配音：宮本佳那子（日本）
圓亞久里／王牌天使（Cure Ace）
配音：釘宮理惠（日本）

### Smile 光之美少女！
星空幸／快樂天使（Hoshizora Miyuki／Cure Happy）
配音：福圓美里（日本）
日野茜／晴朗天使（Hino Akane／Cure Sunny）
配音：田野麻美（日本）

### 光之美少女：美樂天使
北條響／旋律天使（Cure Melody）
配音：小清水亞美（日本）

### 光之美少女：甜蜜天使！
花咲蕾／花蕾天使（Cure Blossom）
配音：水樹奈奈（日本）
來海繪理香／海洋天使（Cure Marine）
配音：水澤史繪（日本）

### 光之美少女：幸福精靈Fresh!
桃園愛／桃天使／愛情精靈（Cure Peach）
配音：沖佳苗（日本）

### Yes! 光之美少女5／Yes! 光之美少女5 GoGo!
夢原望／夢天使（Yumehara Nozomi／Cure Dream）
配音：三瓶由布子（日本）

### 光之美少女 Splash Star
日向咲／花天使（Cure Bloom）
配音：樹元織江（日本）

### 光之美少女／光之美少女Max Heart
美墨渚／黑天使（Cure Black）
配音：本名陽子（日本）
雪城穗乃香／雪天使（Cure White）
配音：野上尤加奈（日本）
露露（Lulun）
配音：谷井飛鳥（日本）

### 僅限於All Stars 系列電影登場的光之美少女
坂上步美／回聲天使（Cure Echo）
配音：能登麻美子（日本）
前作劇場版《New Stage、New Stage3》的女主角。
轉學到橫濱的中學生，光之美少女的狂熱支持者。

### 敵人
索希爾（Solcieel）
配音：新妻聖子、（童年時期）古市夏鈴（日本）
本作主要反派，突然出現在光之美少女面前的神秘魔女，希望通過收集光之美少女的眼淚來完成某項魔法，復活其死去的師父（配音：堂之脇恭子（日本）），以及從師父那裡獲得其最終魔法的秘密。最終在光之美少女的感召下改邪歸正，之後於魔法界執起教鞭。
小時候她是一名孤兒，後來被恩師收養並成為其弟子。一直以來她都非常刻苦的學習魔法，但當她向師父提出想學其最終魔法時得到的卻只是其不斷吟唱的搖籃曲直到其去世，也因為此事她誤以為師父根本不想傳授自己最終魔法，從而對其恨之入骨，這直接導致她被托拉巫馬利用而誤入歧途。
後來在與奇蹟天使、魔法天使接觸之後，她才恍然大悟——已故恩師的最終魔法其實就是那首其不斷吟唱的搖籃曲。
名字源自于法語「巫師」。
托拉巫馬（Torauma）
配音：山本耕史（日本）
本作幕後黑手，長相酷似小馬駒，總是身著深色西裝並戴著高筒禮帽，左眼帶有紫色的眼罩，表面上看他是索希爾的手下，幫助收集光之美少女的眼淚，實際上他的真正目的是想利用光之美少女的眼淚製作眼藥水點到自己的左眼上解除封印，從而達到其毀滅世界的目的（而封印者正是索希爾的恩師），其真身是一隻身形巨大的馬形怪物，最終被結合了索希爾的魔法及其他光之美少女力量的奇蹟天使與魔法天使消滅。
名字源自于英語「創傷」與日語「馬」的混合體。
這次聚集的敵人為之前TV版中反派組織的首領或幕後黑手，因索希爾的魔力再次復活。
賈酷王（Dark King）
於《光之美少女》及《光之美少女 Max Heart》登場，本作中以最終型態登場。
在GO! 光之美少女公主打倒葛亞與皮耶羅後，和深紅一同現身並自爆，使GO! 光之美少女公主及回聲天使無法繼續戰鬥。
葛亞（Goyan）
於《光之美少女Splash Star》登場，本作中以最終型態登場。
在魔法天使與GO! 光之美少女公主、回聲天使重逢後，與皮耶羅一同現身，和皮耶羅聯手交戰GO! 光之美少女公主、回聲天使及魔法天使，最後被光之美少女 宏偉春天（Precure Grand Printemps）打敗。
館長（Boss）
於《Yes! 光之美少女5 GoGo!》登場，本作中以戰鬥型態登場。
和自私始祖聯手交戰桃天使、花蕾天使、旋律天使、快樂天使及奇蹟天使，最後被光之美少女・粉紅四重奏・合體Special（Precure Pink Quartet Gattai Special）打敗。
梅比斯（Mebius）
於《光之美少女：幸福精靈Fresh!》登場，本作中以一般型態登場。
在桃天使們打倒永恆博物館館長與自私始祖後，和杜恩一起現身並自爆，使桃天使、花蕾天使、旋律天使及快樂天使無法繼續戰鬥。
沙漠王杜恩（Dune）
於《光之美少女：甜蜜天使！》登場，本作中以青年型態登場。
在桃天使們打倒永恆博物館館長與自私始祖後，和梅比斯一起現身並自爆，使桃天使、花蕾天使、旋律天使及快樂天使無法繼續戰鬥。
噪音（Noise）
於《光之美少女：美樂天使》登場，本作中以最終型態登場。
與填充幸福 光之美少女！及奇蹟天使戰鬥，之後自爆，使填充幸福 光之美少女！無法繼續戰鬥。
皮耶羅（Pierrot）
於《Smile 光之美少女！》登場，本作中以完全型態登場。
在魔法天使與GO! 光之美少女公主、回聲天使重逢後，與葛亞一同現身，和葛亞聯手交戰GO! 光之美少女公主、回聲天使及魔法天使，最後被光之美少女 宏偉春天（Precure Grand Printemps）打敗。
自私始祖（Proto Jikochū）
於《DokiDoki! 光之美少女》登場，本作中以最終型態登場。
和永恆博物館館長聯手交戰桃天使、花蕾天使、旋律天使、快樂天使及奇蹟天使，最後被光之美少女・粉紅四重奏・合體Special（Precure Pink Quartet Gattai Special）打敗。
深紅（Red）
於《填充幸福 光之美少女！》登場，本作中以一般型態登場。
在GO! 光之美少女公主打倒葛亞與皮耶羅後，和賈酷王一同現身並自爆，使GO! 光之美少女公主及回聲天使無法繼續戰鬥。
迪絲比婭（Dyspear）
於《GO! 光之美少女公主》登場，本作中以一般型態登場。
第一次登場與GO! 光之美少女公主及魔法使光之美少女！交戰，第二次登場與DokiDoki! 光之美少女及魔法天使交戰，之後自爆，使DokiDoki! 光之美少女無法繼續戰鬥。

## 登場歌曲

### 主題曲

作詞：森雪之丞，作曲、編曲：，主唱：光之美少女全明星

### 插曲

作詞：森雪之丞，作曲：，編曲：高木洋，主唱：朝日奈未來（高橋李依）、理子（堀江由衣）、莫夫倫（齋藤彩夏）、春野遙（嶋村侑）、海藤南（淺野真澄）、天之川綺羅（山村響）、紅城永久（澤城美雪）、泡芙（東山奈央）、阿羅瑪（古城門志帆）

作詞：森雪之丞，作曲：高取秀明，編曲：籠島裕昌，主唱：特拉烏瑪（山本耕史）、索希爾（新妻聖子）

作詞：森雪之丞，作曲、編曲：高木洋，主唱：奇蹟天使（高橋李依）、魔法天使（堀江由衣）

作詞：森雪之丞，作曲：高取秀明，編曲：籠島裕昌，主唱：五條真由美

作詞：森雪之丞，作曲、編曲：小六禮次郎，主唱：索希爾（新妻聖子）、光之美少女全明星

作詞：森雪之丞，作曲、編曲：小六禮次郎，主唱：索希爾（新妻聖子）、奇蹟天使（高橋李依）、魔法天使（堀江由衣）

作詞：大森祥子，作曲：渡邊亮希，編曲：渡邊亮希、池田大介，主唱：磯部花凜
本曲為《GO! 光之美少女公主》片頭曲。

作詞：森雪之丞，作曲：奥村愛子，編曲：宮崎誠，主唱：北川理惠
本曲為《魔法使光之美少女！》前期片頭曲。

## 製作人員
- 監督：土田豐
- 劇本：村山功
- 音樂：高木洋
- 原作編舞：前田健、MIKIKO
- 編舞：西田一生
- 原作角色設計：稻上晃、香川久、馬越嘉彥、川村敏江、高橋晃、佐藤雅將、中谷友紀子、宮本繪美子
- 角色設計、作畫監督：青山充
- 美術監督：渡邊佳人
- CG監督：中西信棋、小林真理
- 色彩設計：澤田豐二
- 攝影監督：高橋賢司
- 製作擔當：大町義則
- 動畫製作：東映動畫
- 製作：電影光之美少女All Stars STMM製作委員會（東映動畫、東映、Bandai、旭通廣告、朝日放送、Marvelous、木下工務店）
- 發行：東映

## 外部連結
- （日語）光之美少女 All Stars 大家歌唱吧♪奇跡的魔法！ 官方網站（页面存档备份，存于）